# فرد لاد
فرد لاد (بالإنجليزية: Frederick Patrick Ladd)‏ هو طيار نيوزيلندي، ولد في 27 أكتوبر 1908، وتوفي في 22 يناير 1989 بسبب سرطان.